# Dhonfanu
Dhonfanu is een van de bewoonde eilanden van het Baa-atol behorende tot de Maldiven.

## Demografie
Dhonfanu telt (stand maart 2007) 244 vrouwen en 228 mannen.